# Zhangong Hu
Zhangong Hu är en sjö i Kina. Den ligger i provinsen Jiangxi, i den sydöstra delen av landet, omkring 81 kilometer öster om provinshuvudstaden Nanchang. Zhangong Hu ligger 16 meter över havet. Arean är 0,11 kvadratkilometer. Trakten runt Zhangong Hu består till största delen av jordbruksmark.
Genomsnittlig årsnederbörd är 2 308 millimeter. Den regnigaste månaden är juni, med i genomsnitt 395 mm nederbörd, och den torraste är oktober, med 33 mm nederbörd.